# Цирих
Цирих (лат. Turicum, циришки дијалект: Züri) је највећи град у Швајцарској, у њеном северном, немачком делу. Цирих је и главни град истоименог кантона. Такође град је економско и саобраћајно средиште државе, а на пољу банкарства Цирих је важан на светском нивоу.

## Порекло назива
Најстарији назив града је био латински назив Турикум (лат. Turicum) непознатог порекла. Током раног средњег века назив се постепено мењао ка садашњем облику, који се потпуно изобликовао у 10. веку у данашњи Цирих (нем. Zürich).

## Географија
Цирих је изузетно важан град како у држави тако у на нивоу света. На нивоу Швајцарске Цирих је удаљен:
- од главног града Швајцарске, Берна је удаљен 125 км североисточно,
- од Базела 85 км источно,
- од Женеве 280 км североисточно.

На нивоу Европе Цирих је удаљен:
- од Стразбура 220 км јужно,
- од Милана 290 км северно,
- од Минхена 310 км југозападно,
- од Париза 650 км југоисточно.

Рељеф: Цирих се налази на северу Швајцарске, на месту где се алпско планинско подручје јужно спушта у валовитог подручја средње Рајне на северу. Сам град је смештен на доњем (северозападном) крају Циришког језера на извору ријеке Лимат. Надморска висина града је око 408 m, али се највише насељене четврти пењу и до 600 m. Цирих је смјештен у долини између три брда; на сјевероистоку се налази Цирихберг (Zürichberg), на сјеверозападу Алтберг (Altberg), а на југу града Итлиберг (Uetliberg). Управно подручје града Цириха се шири и преко Цирихберга на сјеверу ка аеродрому Цирих-Клотен.
Воде: Цирих се образовао на доњем (северозападном) крају Циришког језера, на месту где из језера отиче ријека Лимат. Стари град Цириха се налази на обе стране ријеке Лимат. Ријека тече кроз град прво ка сјеверу, па у дугој кривини скреће ка западу и тече даље ка сусједном кантону Аргау. У граду Цириху се улијева и мања ријека Сил у Лимат. Оне се састају између главне жељезничке станице и Левенплаца. Ријека Сил извире на сјеверним Алпима из оближњег Силског језера.

### Клима
Цирих има, зависно од употребљене дефиниције, океанску климу (Кепен: Cfb), али у вишим подручјима је дефинисана као влажна континентална клима (Dfb, користећи изотерму 0 °) с топлим летима и четири различита годишња доба. Одлучујући утицај на климу Цириха имају ветрови из западних праваца, који често резултирају падавинама, а са друге стране Бисе (источни или североисточни ветар), који је обично повезан са ситуацијама под високим притиском, али и фазама хладнијег времена са температурама нижим од просека. Фенски ветар, који игра важну улогу у северним алпским долинама, такође има известан утицај на Цирих.
| Клима Цириха, елевација: 556 m (1.824 ft), 1981–2010 нормале, екстреми 1901–садашњост | Клима Цириха, елевација: 556 m (1.824 ft), 1981–2010 нормале, екстреми 1901–садашњост | Клима Цириха, елевација: 556 m (1.824 ft), 1981–2010 нормале, екстреми 1901–садашњост | Клима Цириха, елевација: 556 m (1.824 ft), 1981–2010 нормале, екстреми 1901–садашњост | Клима Цириха, елевација: 556 m (1.824 ft), 1981–2010 нормале, екстреми 1901–садашњост | Клима Цириха, елевација: 556 m (1.824 ft), 1981–2010 нормале, екстреми 1901–садашњост | Клима Цириха, елевација: 556 m (1.824 ft), 1981–2010 нормале, екстреми 1901–садашњост | Клима Цириха, елевација: 556 m (1.824 ft), 1981–2010 нормале, екстреми 1901–садашњост | Клима Цириха, елевација: 556 m (1.824 ft), 1981–2010 нормале, екстреми 1901–садашњост | Клима Цириха, елевација: 556 m (1.824 ft), 1981–2010 нормале, екстреми 1901–садашњост | Клима Цириха, елевација: 556 m (1.824 ft), 1981–2010 нормале, екстреми 1901–садашњост | Клима Цириха, елевација: 556 m (1.824 ft), 1981–2010 нормале, екстреми 1901–садашњост | Клима Цириха, елевација: 556 m (1.824 ft), 1981–2010 нормале, екстреми 1901–садашњост | Клима Цириха, елевација: 556 m (1.824 ft), 1981–2010 нормале, екстреми 1901–садашњост |
| Показатељ \ Месец                                                                     | .Јан.                                                                                 | .Феб.                                                                                 | .Мар.                                                                                 | .Апр.                                                                                 | .Мај.                                                                                 | .Јун.                                                                                 | .Јул.                                                                                 | .Авг.                                                                                 | .Сеп.                                                                                 | .Окт.                                                                                 | .Нов.                                                                                 | .Дец.                                                                                 | .Год.                                                                                 |
| ------------------------------------------------------------------------------------- | ------------------------------------------------------------------------------------- | ------------------------------------------------------------------------------------- | ------------------------------------------------------------------------------------- | ------------------------------------------------------------------------------------- | ------------------------------------------------------------------------------------- | ------------------------------------------------------------------------------------- | ------------------------------------------------------------------------------------- | ------------------------------------------------------------------------------------- | ------------------------------------------------------------------------------------- | ------------------------------------------------------------------------------------- | ------------------------------------------------------------------------------------- | ------------------------------------------------------------------------------------- | ------------------------------------------------------------------------------------- |
| Апсолутни максимум, °C (°F)                                                           | 16,9 (62,4)                                                                           | 19,3 (66,7)                                                                           | 23,2 (73,8)                                                                           | 31,3 (88,3)                                                                           | 32,4 (90,3)                                                                           | 36,4 (97,5)                                                                           | 37,7 (99,9)                                                                           | 36,2 (97,2)                                                                           | 32,5 (90,5)                                                                           | 28,7 (83,7)                                                                           | 23,8 (74,8)                                                                           | 17,0 (62,6)                                                                           | 37,7 (99,9)                                                                           |
| Максимум, °C (°F)                                                                     | 2,9 (37,2)                                                                            | 4,6 (40,3)                                                                            | 9,5 (49,1)                                                                            | 13,8 (56,8)                                                                           | 18,5 (65,3)                                                                           | 21,6 (70,9)                                                                           | 24,0 (75,2)                                                                           | 23,3 (73,9)                                                                           | 18,8 (65,8)                                                                           | 13,7 (56,7)                                                                           | 7,2 (45)                                                                              | 3,7 (38,7)                                                                            | 13,5 (56,3)                                                                           |
| Просек, °C (°F)                                                                       | 0,3 (32,5)                                                                            | 1,3 (34,3)                                                                            | 5,3 (41,5)                                                                            | 8,8 (47,8)                                                                            | 13,3 (55,9)                                                                           | 16,4 (61,5)                                                                           | 18,6 (65,5)                                                                           | 18,0 (64,4)                                                                           | 14,1 (57,4)                                                                           | 9,9 (49,8)                                                                            | 4,4 (39,9)                                                                            | 1,4 (34,5)                                                                            | 9,3 (48,7)                                                                            |
| Минимум, °C (°F)                                                                      | −2,0 (28,4)                                                                           | −1,6 (29,1)                                                                           | 1,7 (35,1)                                                                            | 4,5 (40,1)                                                                            | 8,8 (47,8)                                                                            | 11,9 (53,4)                                                                           | 14,0 (57,2)                                                                           | 13,8 (56,8)                                                                           | 10,5 (50,9)                                                                           | 7,0 (44,6)                                                                            | 2,0 (35,6)                                                                            | −0,7 (30,7)                                                                           | 5,8 (42,4)                                                                            |
| Апсолутни минимум, °C (°F)                                                            | −20,8 (−5,4)                                                                          | −24,2 (−11,6)                                                                         | −14,4 (6,1)                                                                           | −6,5 (20,3)                                                                           | −2,0 (28,4)                                                                           | 0,9 (33,6)                                                                            | 5,3 (41,5)                                                                            | 4,0 (39,2)                                                                            | −0,3 (31,5)                                                                           | −5,5 (22,1)                                                                           | −11,0 (12,2)                                                                          | −18,5 (−1,3)                                                                          | −24,2 (−11,6)                                                                         |
| Количина падавина, mm (in)                                                            | 63 (2,48)                                                                             | 64 (2,52)                                                                             | 78 (3,07)                                                                             | 83 (3,27)                                                                             | 122 (4,8)                                                                             | 128 (5,04)                                                                            | 124 (4,88)                                                                            | 124 (4,88)                                                                            | 99 (3,9)                                                                              | 86 (3,39)                                                                             | 79 (3,11)                                                                             | 83 (3,27)                                                                             | 1,134 (44,65)                                                                         |
| Количина снега, cm (in)                                                               | 18,4 (7,24)                                                                           | 22,0 (8,66)                                                                           | 13,7 (5,39)                                                                           | 3,0 (1,18)                                                                            | 0,0 (0)                                                                               | 0,0 (0)                                                                               | 0,0 (0)                                                                               | 0,0 (0)                                                                               | 0,0 (0)                                                                               | 0,8 (0,31)                                                                            | 8,0 (3,15)                                                                            | 19,1 (7,52)                                                                           | 85,0 (33,46)                                                                          |
| Дани са падавинама (≥ 1.0 mm)                                                         | 10,5                                                                                  | 9,3                                                                                   | 11,9                                                                                  | 11,4                                                                                  | 12,4                                                                                  | 12,7                                                                                  | 12,3                                                                                  | 11,6                                                                                  | 10,2                                                                                  | 9,9                                                                                   | 10,3                                                                                  | 11,4                                                                                  | 133,9                                                                                 |
| Дани са снегом (≥ 1.0 cm)                                                             | 4,8                                                                                   | 5,2                                                                                   | 3,2                                                                                   | 0,7                                                                                   | 0,0                                                                                   | 0,0                                                                                   | 0,0                                                                                   | 0,0                                                                                   | 0,0                                                                                   | 0,1                                                                                   | 1,6                                                                                   | 4,8                                                                                   | 20,4                                                                                  |
| Релативна влажност, %                                                                 | 83                                                                                    | 78                                                                                    | 72                                                                                    | 69                                                                                    | 71                                                                                    | 71                                                                                    | 71                                                                                    | 74                                                                                    | 79                                                                                    | 83                                                                                    | 84                                                                                    | 84                                                                                    | 77                                                                                    |
| Сунчани сати — месечни просек                                                         | 55                                                                                    | 81                                                                                    | 124                                                                                   | 153                                                                                   | 175                                                                                   | 189                                                                                   | 215                                                                                   | 200                                                                                   | 150                                                                                   | 102                                                                                   | 59                                                                                    | 42                                                                                    | 1.544                                                                                 |
| Сунчано време — месечни проценти                                                      | 22                                                                                    | 31                                                                                    | 36                                                                                    | 40                                                                                    | 41                                                                                    | 44                                                                                    | 49                                                                                    | 50                                                                                    | 44                                                                                    | 33                                                                                    | 24                                                                                    | 18                                                                                    | 38                                                                                    |
| UV индекс                                                                             | 1                                                                                     | 2                                                                                     | 3                                                                                     | 5                                                                                     | 7                                                                                     | 8                                                                                     | 8                                                                                     | 7                                                                                     | 5                                                                                     | 3                                                                                     | 1                                                                                     | 1                                                                                     | 4,3                                                                                   |
| Извор #1: MeteoSwiss                                                                  |                                                                                       |                                                                                       |                                                                                       |                                                                                       |                                                                                       |                                                                                       |                                                                                       |                                                                                       |                                                                                       |                                                                                       |                                                                                       |                                                                                       |                                                                                       |
| Извор #2: KNMI                                                                        |                                                                                       |                                                                                       |                                                                                       |                                                                                       |                                                                                       |                                                                                       |                                                                                       |                                                                                       |                                                                                       |                                                                                       |                                                                                       |                                                                                       |                                                                                       |

| Клима Цириха, елевација: 556 m (1.824 ft), 1961-1990 нормале и екстреми | Клима Цириха, елевација: 556 m (1.824 ft), 1961-1990 нормале и екстреми | Клима Цириха, елевација: 556 m (1.824 ft), 1961-1990 нормале и екстреми | Клима Цириха, елевација: 556 m (1.824 ft), 1961-1990 нормале и екстреми | Клима Цириха, елевација: 556 m (1.824 ft), 1961-1990 нормале и екстреми | Клима Цириха, елевација: 556 m (1.824 ft), 1961-1990 нормале и екстреми | Клима Цириха, елевација: 556 m (1.824 ft), 1961-1990 нормале и екстреми | Клима Цириха, елевација: 556 m (1.824 ft), 1961-1990 нормале и екстреми | Клима Цириха, елевација: 556 m (1.824 ft), 1961-1990 нормале и екстреми | Клима Цириха, елевација: 556 m (1.824 ft), 1961-1990 нормале и екстреми | Клима Цириха, елевација: 556 m (1.824 ft), 1961-1990 нормале и екстреми | Клима Цириха, елевација: 556 m (1.824 ft), 1961-1990 нормале и екстреми | Клима Цириха, елевација: 556 m (1.824 ft), 1961-1990 нормале и екстреми | Клима Цириха, елевација: 556 m (1.824 ft), 1961-1990 нормале и екстреми |
| Показатељ \ Месец                                                       | .Јан.                                                                   | .Феб.                                                                   | .Мар.                                                                   | .Апр.                                                                   | .Мај.                                                                   | .Јун.                                                                   | .Јул.                                                                   | .Авг.                                                                   | .Сеп.                                                                   | .Окт.                                                                   | .Нов.                                                                   | .Дец.                                                                   | .Год.                                                                   |
| ----------------------------------------------------------------------- | ----------------------------------------------------------------------- | ----------------------------------------------------------------------- | ----------------------------------------------------------------------- | ----------------------------------------------------------------------- | ----------------------------------------------------------------------- | ----------------------------------------------------------------------- | ----------------------------------------------------------------------- | ----------------------------------------------------------------------- | ----------------------------------------------------------------------- | ----------------------------------------------------------------------- | ----------------------------------------------------------------------- | ----------------------------------------------------------------------- | ----------------------------------------------------------------------- |
| Апсолутни максимум, °C (°F)                                             | 14,3 (57,7)                                                             | 16,4 (61,5)                                                             | 21,5 (70,7)                                                             | 26,2 (79,2)                                                             | 29,7 (85,5)                                                             | 30,8 (87,4)                                                             | 35,8 (96,4)                                                             | 32,3 (90,1)                                                             | 28,3 (82,9)                                                             | 26,7 (80,1)                                                             | 22,8 (73)                                                               | 16,5 (61,7)                                                             | 35,8 (96,4)                                                             |
| Средњи максимум, °C (°F)                                                | 9,8 (49,6)                                                              | 11,0 (51,8)                                                             | 16,2 (61,2)                                                             | 21,5 (70,7)                                                             | 25,1 (77,2)                                                             | 27,9 (82,2)                                                             | 29,8 (85,6)                                                             | 28,9 (84)                                                               | 24,7 (76,5)                                                             | 20,4 (68,7)                                                             | 15,9 (60,6)                                                             | 10,7 (51,3)                                                             | 29,8 (85,6)                                                             |
| Максимум, °C (°F)                                                       | 2,0 (35,6)                                                              | 3,7 (38,7)                                                              | 7,9 (46,2)                                                              | 12,4 (54,3)                                                             | 16,8 (62,2)                                                             | 20,0 (68)                                                               | 22,4 (72,3)                                                             | 21,3 (70,3)                                                             | 18,0 (64,4)                                                             | 12,6 (54,7)                                                             | 6,8 (44,2)                                                              | 3,1 (37,6)                                                              | 12,25 (54,04)                                                           |
| Просек, °C (°F)                                                         | −0,6 (30,9)                                                             | 0,7 (33,3)                                                              | 4,1 (39,4)                                                              | 8,0 (46,4)                                                              | 12,2 (54)                                                               | 15,5 (59,9)                                                             | 17,6 (63,7)                                                             | 16,7 (62,1)                                                             | 13,9 (57)                                                               | 9,1 (48,4)                                                              | 4,0 (39,2)                                                              | 0,6 (33,1)                                                              | 8,48 (47,28)                                                            |
| Минимум, °C (°F)                                                        | −2,8 (27)                                                               | −1,7 (28,9)                                                             | 0,7 (33,3)                                                              | 3,7 (38,7)                                                              | 7,6 (45,7)                                                              | 10,8 (51,4)                                                             | 12,5 (54,5)                                                             | 12,0 (53,6)                                                             | 9,8 (49,6)                                                              | 5,9 (42,6)                                                              | 1,6 (34,9)                                                              | −1,4 (29,5)                                                             | 4,89 (40,81)                                                            |
| Средњи минимум, °C (°F)                                                 | −10,1 (13,8)                                                            | −8,1 (17,4)                                                             | −5,5 (22,1)                                                             | −1,5 (29,3)                                                             | 2,1 (35,8)                                                              | 5,7 (42,3)                                                              | 7,8 (46)                                                                | 7,5 (45,5)                                                              | 4,8 (40,6)                                                              | 0,4 (32,7)                                                              | −4,3 (24,3)                                                             | −8,4 (16,9)                                                             | −10,1 (13,8)                                                            |
| Апсолутни минимум, °C (°F)                                              | −20,8 (−5,4)                                                            | −16,6 (2,1)                                                             | −14,6 (5,7)                                                             | −4,1 (24,6)                                                             | −1,8 (28,8)                                                             | 1,0 (33,8)                                                              | 5,1 (41,2)                                                              | 4,6 (40,3)                                                              | 1,3 (34,3)                                                              | −1,7 (28,9)                                                             | −10,3 (13,5)                                                            | −14,7 (5,5)                                                             | −20,8 (−5,4)                                                            |
| Количина падавина, mm (in)                                              | 69,0 (2,717)                                                            | 70,0 (2,756)                                                            | 70,0 (2,756)                                                            | 89,0 (3,504)                                                            | 105,0 (4,134)                                                           | 125,0 (4,921)                                                           | 118,0 (4,646)                                                           | 135,0 (5,315)                                                           | 94,0 (3,701)                                                            | 69,0 (2,717)                                                            | 82,0 (3,228)                                                            | 75,0 (2,953)                                                            | 1,101 (43,348)                                                          |
| Дани са падавинама (≥ 1.0 mm)                                           | 11,0                                                                    | 10,0                                                                    | 12,0                                                                    | 12,0                                                                    | 13,0                                                                    | 13,0                                                                    | 12,0                                                                    | 12,0                                                                    | 9,0                                                                     | 8,0                                                                     | 11,0                                                                    | 11,0                                                                    | 134                                                                     |
| Релативна влажност, %                                                   | 85,0                                                                    | 80,0                                                                    | 75,0                                                                    | 72,0                                                                    | 73,0                                                                    | 74,0                                                                    | 73,0                                                                    | 77,0                                                                    | 81,0                                                                    | 84,0                                                                    | 84,0                                                                    | 85,0                                                                    | 78,6                                                                    |
| Сунчани сати — месечни просек                                           | 42,4                                                                    | 76,2                                                                    | 118,0                                                                   | 139,5                                                                   | 166,1                                                                   | 178,3                                                                   | 210,7                                                                   | 191,9                                                                   | 158,1                                                                   | 104,6                                                                   | 58,2                                                                    | 38,0                                                                    | 1.482                                                                   |
| Извор: NOAA                                                             |                                                                         |                                                                         |                                                                         |                                                                         |                                                                         |                                                                         |                                                                         |                                                                         |                                                                         |                                                                         |                                                                         |                                                                         |                                                                         |

## Историја
Прва насеља на месту Цириха везују се за доба праисторије. Дата област је припојена старом Риму у 1. веку, а на месту данашњег града јавило се насеље Турикум, из ког је временом изведен данашњи назив.
У време Карла Великог овде је изграђен замак на месту староримских руина. 853. године спомиње је опатија на овом месту. Постепено се око ових грађевина образовало насеље, које 1045. године добило право трговишта и тиме постало град. У 13. веку град је добио зидине, које су окруживале 38 ha градског подручја. Владар Светог римског царства Фридрих II створио је од Цириха и околине војводство, са седиштем у самом граду. Град је постепено јачао и ослободио се утицаја војводе и цркве.
Војводство Цирих се придружио Швајцарској конфедерацији као пети члан 1351. године, али је 1440. године протеран из ње. Цирих је поново примљен 1450. године. У 16. веку је град постао познат као средиште реформације на подручју немачког дела Швајцарске на челу са Улрихом Цвинглијем.
1839. године град је почео рушење зидина, које су симболично најавиле ширење и развој града у каснијим деценијама.
Цирих је случајно бомбардован током Другог светског рата и ово је једини велики догађај у градској историји у 20. веку. После рата град је постао једно од средишта Европе.

## Становништво
| Година       |
| Становништво |
| ------------ |

По проценама из 2008. године у Цириху живи приближно 360.000 становника, а у градској зони око 1,1 милион. По оба показатеља то је град је на првом месту у Швајцарској. Од споменутих 360 хиљада становника 30,6% нема швајцарско држављанство и то су у већини Немци и Италијани.
Језик: швајцарски Немци чине традиционално становништво града и немачки језик (на месном, алеманском дијалекту) је званични у граду и кантону. Међутим, градско становништво је током протеклих неколико деценија постало веома шаролико, па је данас немачки језик матерњи за 77,7% градског становништва. Следе га италијански (4,7%), јужнословенски (2,2%), шпански (2,2%), ...
Вероисповест: Месни Немци су у 16. веку прихватили протестантско учење Улриха Цвинглија. Међутим, последњих деценија у граду се знатно повећао удео римокатолика (33,3%) и атеиста (16,8%).

## Привреда
Цирих је водеће банкарско средиште на нивоу Света. У граду се налазе централе низа великих и међународно познатих швајцарских банака. Град је такође познат и по светски важној берзи.
У граду и околини смештено је много међународних компанија (индустрија, саобраћај, пословање). Такође, град је велико научно-истраживачко и образовно средиште (познати градски технички универзитет ЕТХ Цирих).

## Знаменитости града
Цирих поседује добро очувано старо градско језгро са бројним црквама, палатама, трговима, фонтанама, споменицима. Од тога требало би се издвојити:
- Црква Гросминстер (Grossmünster), започета још у 9. веку, где је започела реформација у швајцарским земљама;
- Црква Фрауминстер (Fraumünster) или Госпина црква, започета још у 9. веку;
- Црква светог Петра (St. Peter) са највећим часовником на звонику;
- Кућа културе (Kunsthaus), градски музеј са богатом колекцијом модерне уметности;
- Музеј дизајна;
- Швајцарски народни музеј (Landesmuseum);
- Хаус Конструктив (Haus Konstruktiv), галерија савремене уметности и дизајна.

## Саобраћај

### Ваздушни саобраћај
Циришки интернационални аеродромом Цирих-Клотен највећи је швајцарски аеродром. Овај аеродром је у 2006. години услужио 19,9 милиона путника што га чини највећим аеродромом у држави, испред аеродрома у Женеви и аеродрома у Базелу. Аеродром има 3 веће писте за интернационалне летове као и 2 мање писте за цивилне авионе. Он је од 2002. године у додатној изградњи и до данас није довршен. Изграђен је нови Airport Shopping, као и нове паркинг зграде, нови терминали, тако да је овај аеродром изузетно модеран и опремљен најновијом технологијом.

### Путни саобраћај
Цирих је најбитније чвориште швајцарских путева. Кроз град Цирих пролазе следећи ауто-путеви:
- ауто-пут А1 који повезује Берн и Сан Гален
- ауто-пут А3 ауто-пут, који повезује Базел и Хур. Овај ауто-пут је прекинут кроз град и води кроз град од Цирих-Алтштетена до Цирих-Брунауа као магистрални транзит кроз град.
- ауто-пут А4, који почиње западно од Цириха, у Дитикону и који води ка Луцерну. Он ће бити до 2010. године повезан тунелима са Цирих-Брунау на југу града, гдје тренутно настаје нови чвор.
- ауто-пут А53, који води од Дибендорфа ка Раперсвилу.
- ауто-пут А52, који води од Цирих-Форха до Хинвила у истоку кантона.

### Жељезнички саобраћај
Главна жељезничка станица Цириха је главни жељезнички чвор Швајцарске. Налази се у градском језгру.
Сваког радног дана, са Циришке главне жељезничке станице (Zürich Hauptbahnhof), постоји 3000 полазака или долазака возова, што значи, да воз било које линије (33 линије за удаљене градове и 28 учесталијих линија за ближа мјеста) дође или оде из станице сваких 25 секунди.

## Партнерски градови
- Кунминг
- Сан Франциско
- Виница

## Галерија
- Црква Гросминстер
- Црква Фрауминстер
- Кућа културе у Цириху
- Куће гилди на обали Лимата
- Зграда Швајцарске берзе
- Парк „Кинески врт“
- Универзитет ЕТХ Цирих
- Главна железничка станица у Цириху